# Serzy-et-Prin
Serzy-et-Prin är en kommun i departementet Marne i regionen Grand Est (tidigare regionen Champagne-Ardenne) i nordöstra Frankrike. Kommunen ligger i kantonen Ville-en-Tardenois som tillhör arrondissementet Reims. År 2022 hade Serzy-et-Prin 212 invånare.

## Befolkningsutveckling
Antalet invånare i kommunen Serzy-et-Prin
| Referens: INSEE |